# Gilroes
Gilroes var en civil parish 1858–1935 när det uppgick i Leicester i grevskapet Leicestershire i England. Civil parish hade 380 invånare år 1931.